# Ralf Dümmel

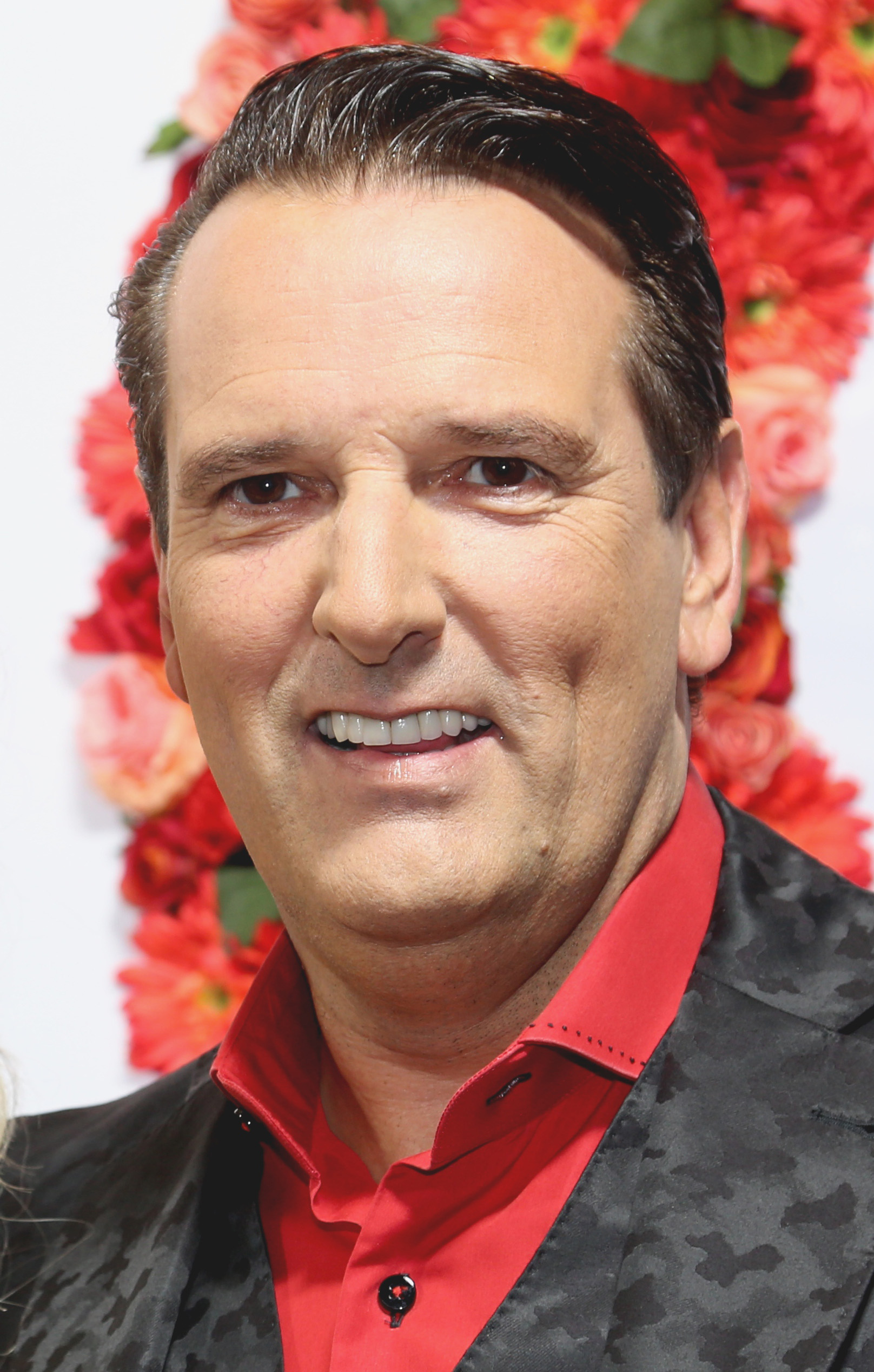
Ralf Dümmel, 2017

Ralf Dümmel (* 2. Dezember 1966 in Bad Segeberg) ist ein deutscher Unternehmer, ehemaliger Geschäftsführer von DS Produkte und Investor in der VOX-Gründershow Die Höhle der Löwen.

## Leben
Nach zwei Jahren Realschule wechselte Ralf Dümmel auf die Hauptschule. Den Realschulabschluss holte er später nach, um bei Möbel Kraft in seiner Heimatstadt Bad Segeberg eine Ausbildung beginnen zu können. Dort blieb er noch ein Jahr nach der abgeschlossenen Ausbildung. 1988 fing er als Verkaufsassistent beim im Juni 1973 gegründeten Handelsunternehmen DS Produkte an und wurde 1996 Gesellschafter des Unternehmens. Im Jahr 2000 wurde er zum Geschäftsführer ernannt. Unter seiner Leitung entwickelte sich das Unternehmen zum international tätigen Handelshaus; es entstanden u. a. Tochtergesellschaften in Polen und Hongkong. 2015 war er zudem Teil des Aufsichtsrats des VfB Lübeck.
Als Fußballschiedsrichter kam der bereits in der Kindheit Fußball spielende Dümmel bis in den C-Kader des DFB, beendete dies aus beruflichen Gründen. Seit 2016 ist er einer der Investoren der VOX-Gründershow Die Höhle der Löwen. Stand März 2021 investierte er in bislang mehr als 85 Startups und unterstützte mehr als 150 Gründer.
2023 meldete die The Social Chain AG Insolvenz an, woraufhin die DS Gruppe von Dümmel und weiteren Altgesellschaftern zurückgekauft wurde. Ralf Dümmel ist Gesellschafter der DS Gruppe. 
Seit 2013 ist er mit der TV-Moderatorin Anna Heesch liiert.